# Cessy-les-Bois
Cessy-les-Bois is een gemeente in het Franse departement Nièvre (regio Bourgogne-Franche-Comté) en telt 123 inwoners (2009). De plaats maakt deel uit van het arrondissement Cosne-Cours-sur-Loire.

## Geografie
De oppervlakte van Cessy-les-Bois bedraagt 18,8 km², de bevolkingsdichtheid is 7,0 inwoners per km².
De onderstaande kaart toont de ligging van Cessy-les-Bois met de belangrijkste infrastructuur en aangrenzende gemeenten.

## Demografie
Onderstaande figuur toont het verloop van het inwonertal (bron: INSEE-tellingen).